# Christophe Lamotte
Pour les articles homonymes, voir Lamotte.
Christophe Lamotte est un réalisateur et scénariste français.
Il a remporté le prix spécial du jury au Festival international du film d'Angers pour son premier long métrage Un possible amour, et le FIPA d'or du meilleur scénario pour le téléfilm Dérives réalisé avec Pierre Chosson.

## Vie privée
Sa compagne est la comédienne Martine Coste[réf. souhaitée].

## Filmographie

### Cinéma
- 1994 : Les Solitudes[2] (court-métrage)
- 1995 : Eve-transit (court-métrage)
- 1998 : Une rencontre imprévue (court-métrage)
- 2000 : Un possible amour
- 2009 : Nord-Paradis
- 2013 : Disparue en hiver

### Télévision
- 1998 : HEC, derrière la porte étroite (documentaire)
- 2001 : Dérives (téléfilm)
- 2007 : Ravages
- 2011 : Une nouvelle vie (téléfilm)
- 2017 : Je suis coupable
- 2018 : Insoupçonnable
- 2018 : Le Jour où j'ai brûlé mon cœur (téléfilm)
- 2018 : Les Secrets
- 2019 : La Part du soupçon (téléfilm)
- 2019 : Le Premier oublié (téléfilm)
- 2021 : Une affaire française (mini-série)
- 2022 : Le mystère Daval (téléfilm)
- 2023 : Les Secrets du paquebot (téléfilm)
- 2024 : Contre toi (mini-série)

## Distinctions
- Prix spécial du jury au Festival international du film d'Angers pour son premier film Un possible amour
- FIPA d'or pour Dérives au Festival international des programmes audiovisuels de Biarritz[3]
- Prix média ENFANCE majuscule 2019 Catégorie Fiction pour Le Jour où j'ai brûlé mon cœur